# Oczusza
Oczusza (bułg. Очуша) – wieś w Bułgarii, w obwodzie sofijskim, w gminie Kostenec. Według danych szacunkowych Ujednoliconego Systemu Ewidencji Ludności oraz Usług Administracyjnych dla Ludności, 15 września 2022 roku miejscowość liczyła 68 mieszkańców.